# Poisson-ange à croissant
Pomacanthus maculosus
Espèce
Synonymes
- Chaetodon maculosus
- Pomacanthodes striatus
- Pomacanthops filamentosus
- Pomacanthus striatus

Statut de conservation UICN

 LC  : Préoccupation mineure
Le Poisson-ange à croissant (Pomacanthus maculosus) ou Poisson-ange géographe est une espèce de poissons de la famille des Pomacanthidae. 
On le voit en mer Rouge et sur les côtes d’Afrique de l’Est, du golfe Persique au Kenya.

## Description

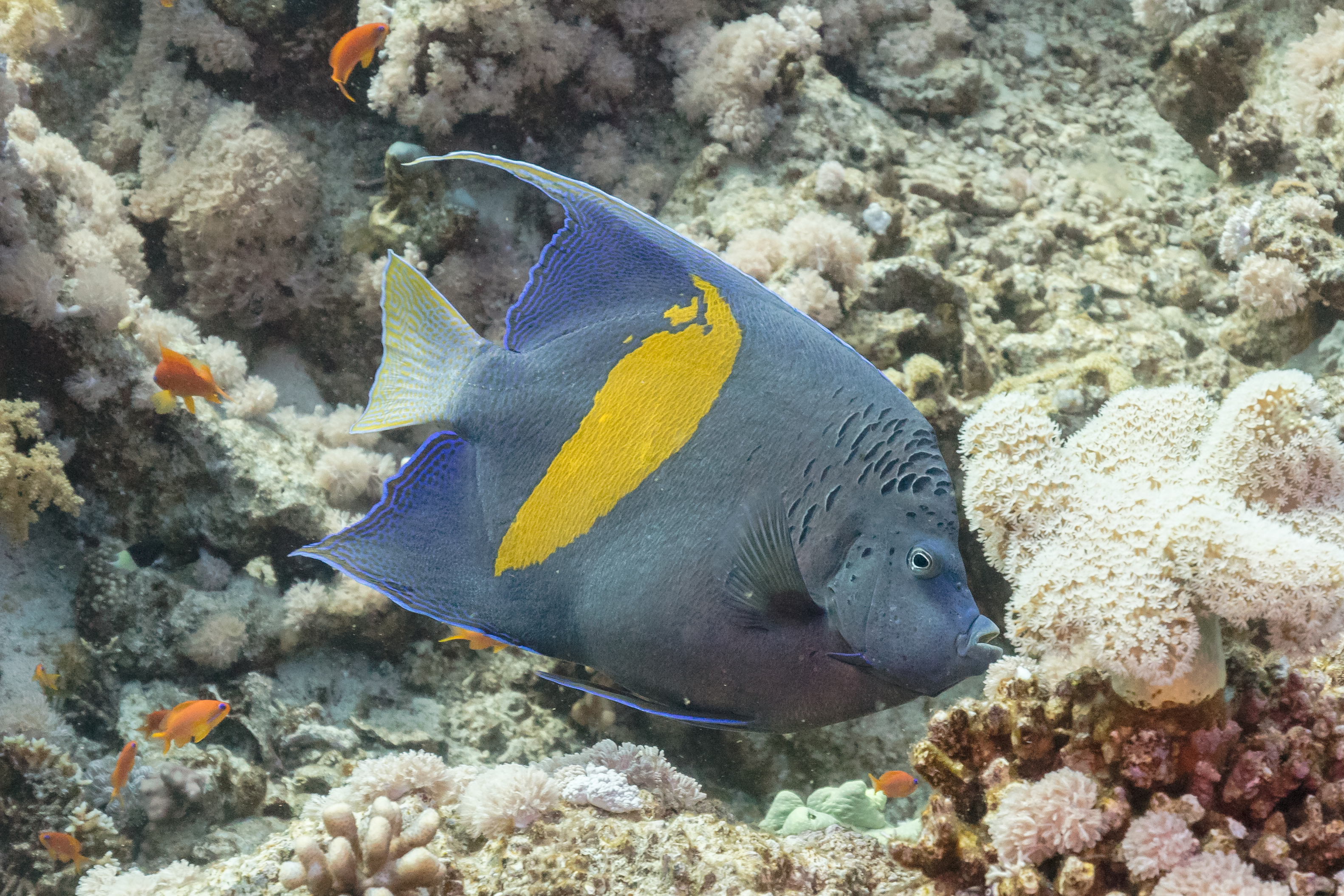
Un poisson-ange à croissant au large du ras Mohammed en mer Rouge.

Le poisson-ange à croissant mesure jusqu'à 25 cm de long.
Il mange des éponges, de petites anémones de mer, des crevettes et des vers.